# وی‌ور
WiiWare سرویسی بود که به کاربران Wii اجازه می‌داد بازی‌ها و برنامه‌هایی را که به‌طور خاص برای کنسول بازی ویدیویی Wii ساخته شده توسط Nintendo طراحی و توسعه داده شده بودند، دانلود کنند. این بازی ها و برنامه ها را فقط می توان از کانال Wii Shop در بخش WiiWare خریداری و دانلود کرد. هنگامی که کاربر بازی یا برنامه را دانلود کرد، به عنوان یک کانال جدید در منوی Wii یا منوی کارت SD ظاهر می شود. WiiWare یکی از همراهان کنسول مجازی بود که در بازی های شبیه سازی شده که در اصل برای سیستم های دیگر به جای بازی های اصلی توسعه یافته بودند، تخصص دارد.
WiiWare به عنوان راهی برای توسعه دهندگان با بودجه اندک برای انتشار بازی های خلاقانه، اصلی و در مقیاس کوچکتر بدون هزینه و خطر ایجاد عنوانی برای فروش خرده فروشی (مشابه Xbox Live Arcade و PlayStation Store ) تبلیغ شد. کیت توسعه حدود 2000 دلار آمریکا هزینه دارد و توسعه دهندگان نیاز به مجوز و تایید نینتندو داشتند.  به گفته نینتندو، " کنترل های حرکتی قابل توجه، برداشت های تازه ای از ژانرهای تثبیت شده و همچنین ایده های اصلی که در حال حاضر فقط در ذهن توسعه دهندگان وجود دارد، ایجاد می کند". نینتندو تمام گزینه های قیمت گذاری بازی های قابل دانلود را مدیریت می کند. 
مانند بازی‌های کنسول مجازی، محتوای WiiWare با استفاده از Wii Points خریداری شد. با این حال، برخلاف بازی‌های کنسول مجازی، دستورالعمل‌های دستورالعمل در خود کانال فروشگاه Wii ذخیره می‌شد.
برخلاف نسخه قابل حمل DSiWare ، بازی‌های WiiWare در حال حاضر از طریق فروشگاه اینترنتی نینتندو در دسترس نیستند. با این حال، بازی‌های WiiWare از طریق Wii Mode روی کنسول Wii U - جانشین Wii - قابل خرید و کاملاً قابل بازی بودند. از زمانی که Wii U در نوامبر 2012 با توزیع بسیار بهبود یافته Nintendo eShop در مقایسه با DSiWare Shop راه اندازی شد، کانال Wii Shop به ندرت شاهد عرضه های جدید WiiWare بود.  از جولای 2014، Wii Shop Channel انتشار جهانی «Retro City Rampage» (فوریه 2013)، انتشار مجدد جهانی یک بازی خرده‌فروشی Wii به نام «Deer Drive Legends» (نوامبر 2013) و انتشار مجدد در آمریکای شمالی را دریافت کرد.  یک بازی خرده‌فروشی Wii به نام Karaoke Joysound  (ژوئیه ۲۰۱۴).
در 29 سپتامبر 2017، با اعلام بسته شدن کانال Wii Shop در 30 ژانویه 2019،   بازی‌های WiiWare در Wii (و همچنین سازگاری با عقب در Wii U) دیگر نمی‌توانند خریداری شده است. تا اطلاع ثانوی، کاربران می توانند به بارگیری مجدد و/یا انتقال عناوین WiiWare ادامه دهند.